# Parc de Bagatelle
Il Parc de Bagatelle è un giardino botanico francese sito nel XVI arrondissement di Parigi, entro il bois de Boulogne. Esso confina con l'omonimo quartiere del comune di Neuilly-sur-Seine. È uno dei quattro poli botanici della città di Parigi, insieme al giardino delle serre d'Auteuil, al Parco floreale di Parigi e all'Arboretum de l'école du Breuil, questi ultimi due siti nel bois de Vincennes.
Il Parc de Bagatelle è servito dalla Linea 1 della Metropolitana di Parigi, con la stazione di Pont de Neuilly.

## Storia
Venne chiamata così Bagatelle (cioè bazzecola, con l'allusione al suo costo, tra i tre ed i quattro milioni) la Folie d'Artois (cioè la casa per rilassamento e divertimento). Il parco ed lo Château de Bagatelle furono costruiti in soli sessantaquattro giorni a seguito di una scommessa fra Maria Antonietta ed il cognato, conte d'Artois, che aveva acquistato il territorio nel 1775.
Il progetti del sito furono disegnati in una sola notte dall'architetto Bélanger; più di novecento operai lavorarono alla sua realizzazione.
Bélanger concepì il parco e Thomas Blaikie ne ha consentito la realizzazione in uno stile anglo-cinese, molto in voga in quel periodo. Questa moda era arrivata in Europa dalle immagini delle pagode provenienti dalla Cina, ma rifletteva anche una reazione di fronte al rigorismo dei giardini alla francese.
(Adolphe-Louis Leroy)

Dopo aver corso il rischio di scomparire sotto la rivoluzione francese, il parco fu dotato di un giardino d'inverno, di un cancello d'onore e di scuderie nel 1835, poi di padiglioni per le guardie, del Trianon e di due terrazze nel 1870.
Divenuto di proprietà del mecenate inglese  Sir Richard Wallace, la sua vedova, Julie Castelnau, vendette il tutto alla città di Parigi nel 1904.
Il 15 marzo 1907, Charles Voisin vi compì il primo volo meccanico su un aeroplano a motore a scoppio (un V8 Antoniette).
Dal 1907 il roseto del parco accoglie il più antico concorso internazionale dedicato alle rose. Nel parco si trovano qualcosa come diecimila piante di rose rappresentanti mille e duecento diversi cultivar.

## Galleria d'immagini

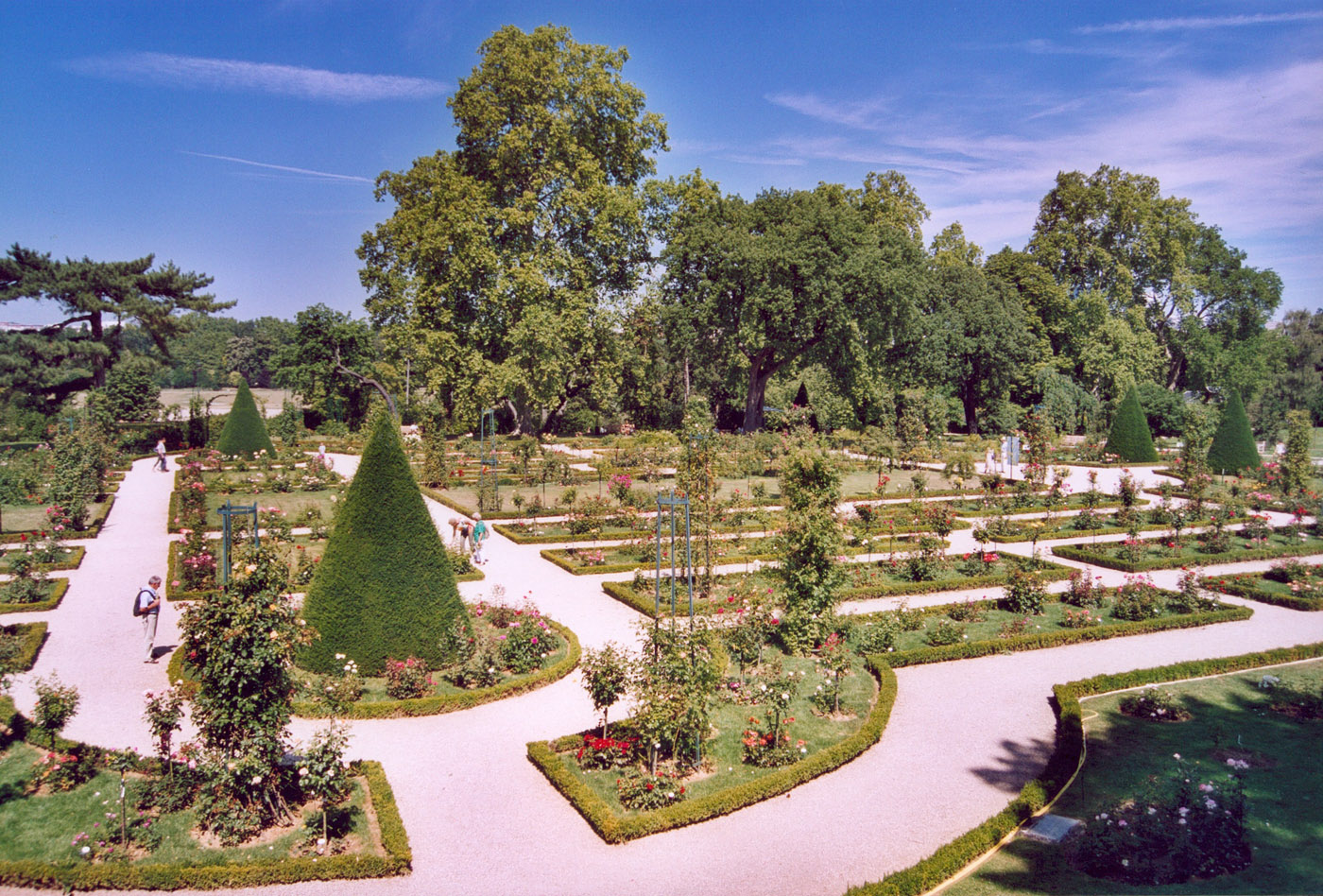
Roseto del parco di Bagatelle
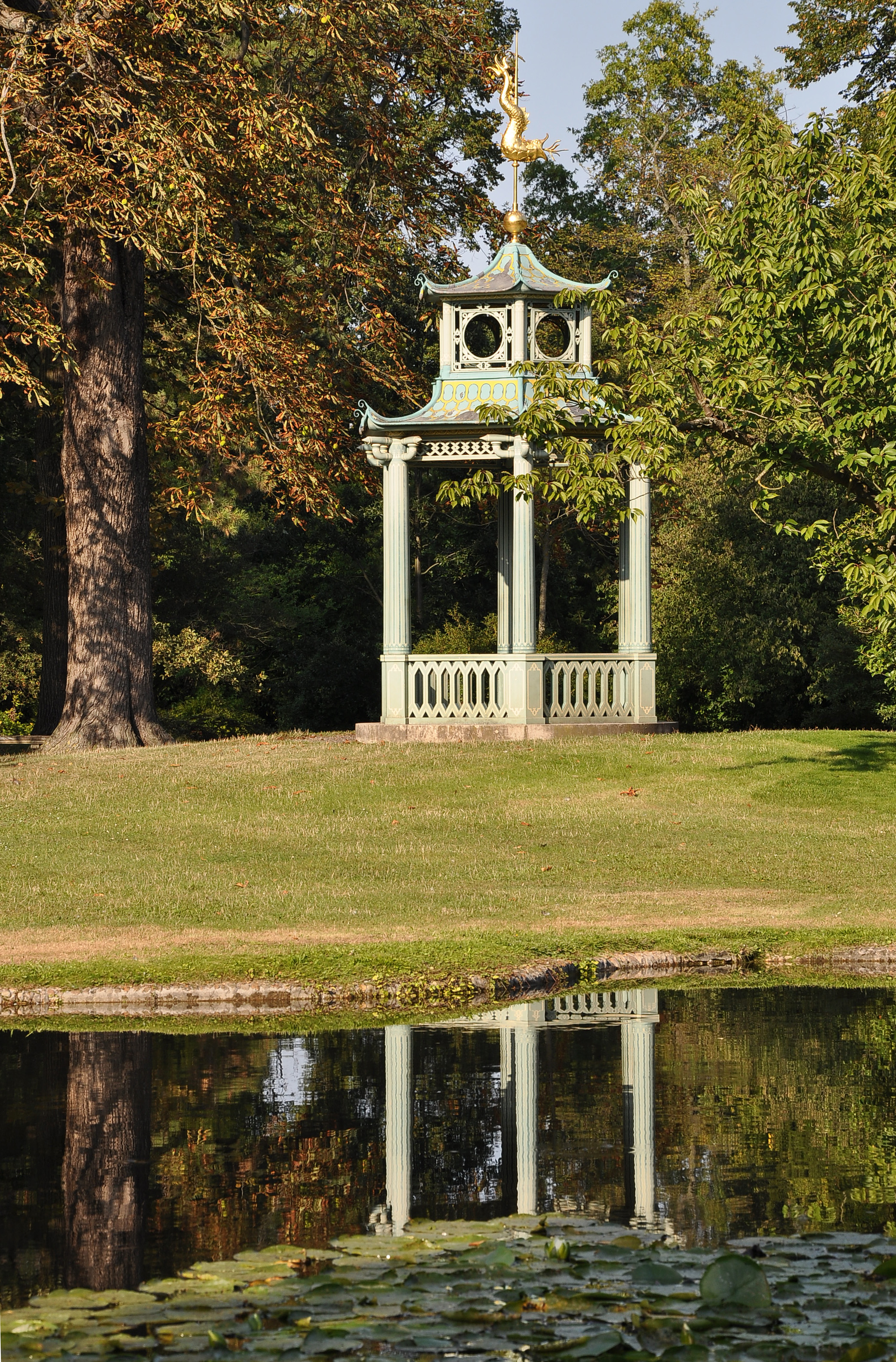
La pagoda e lo specchio giapponese
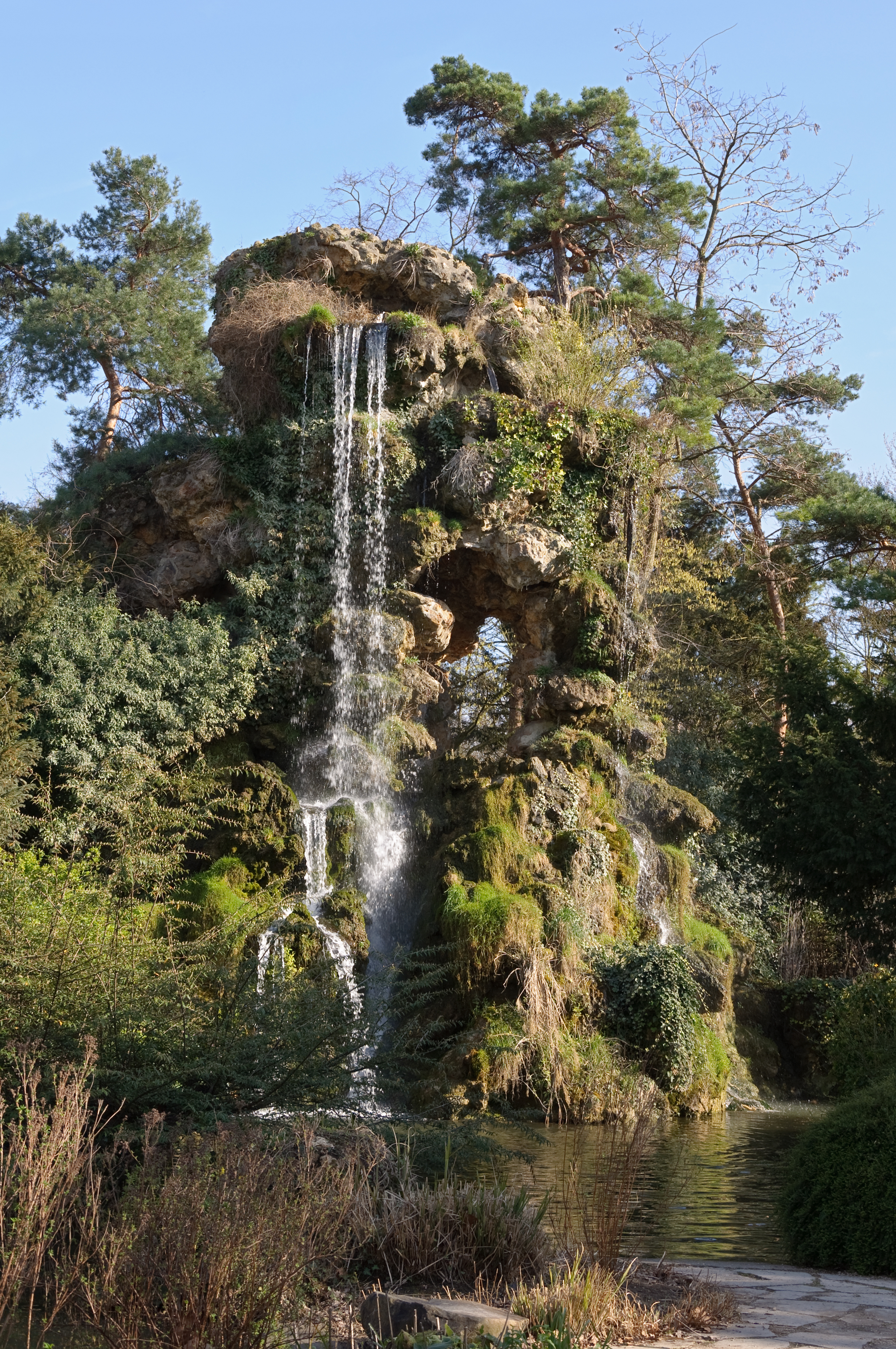
La cascata
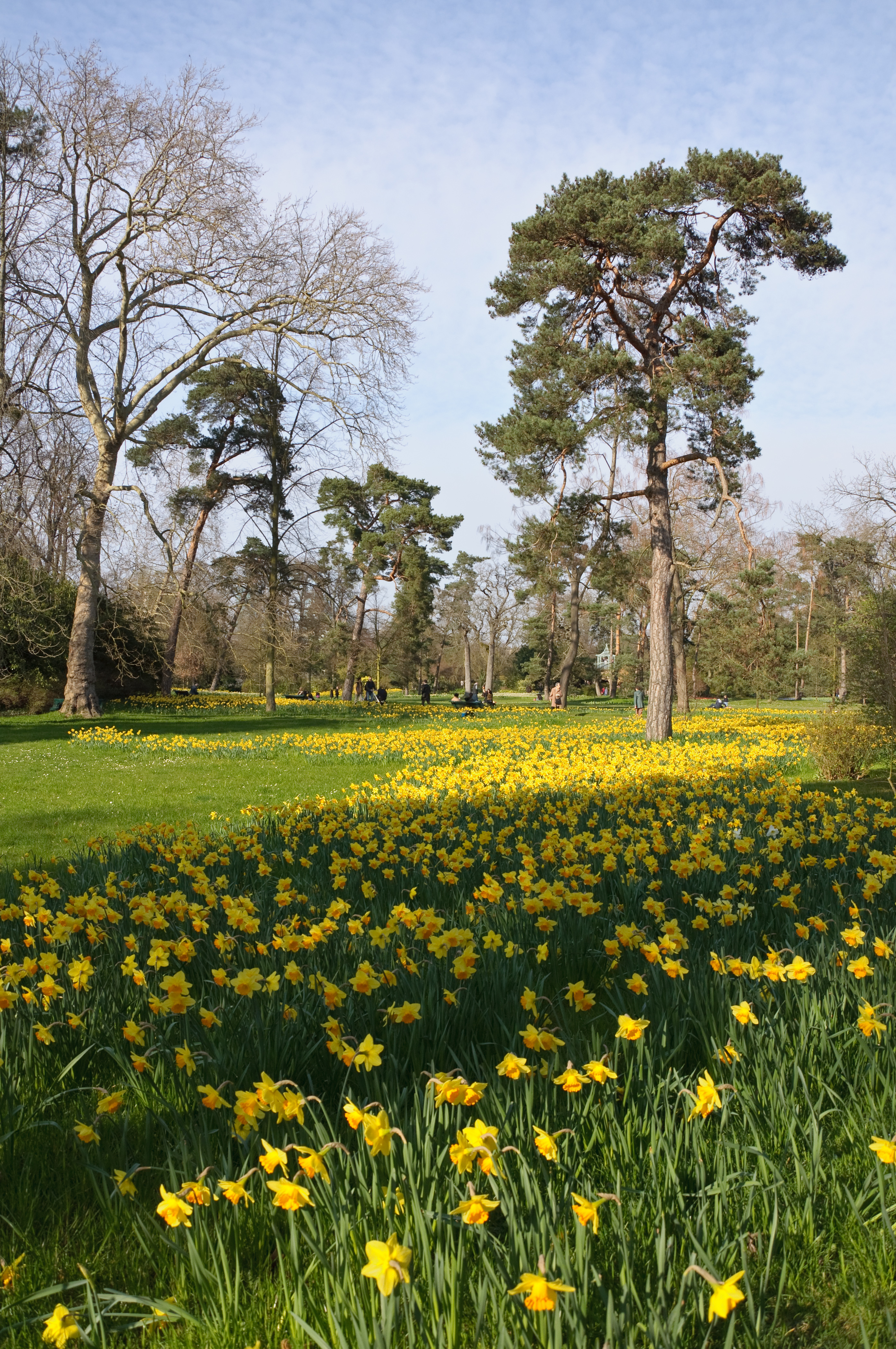
Narcisi in primavera a Bagatelle
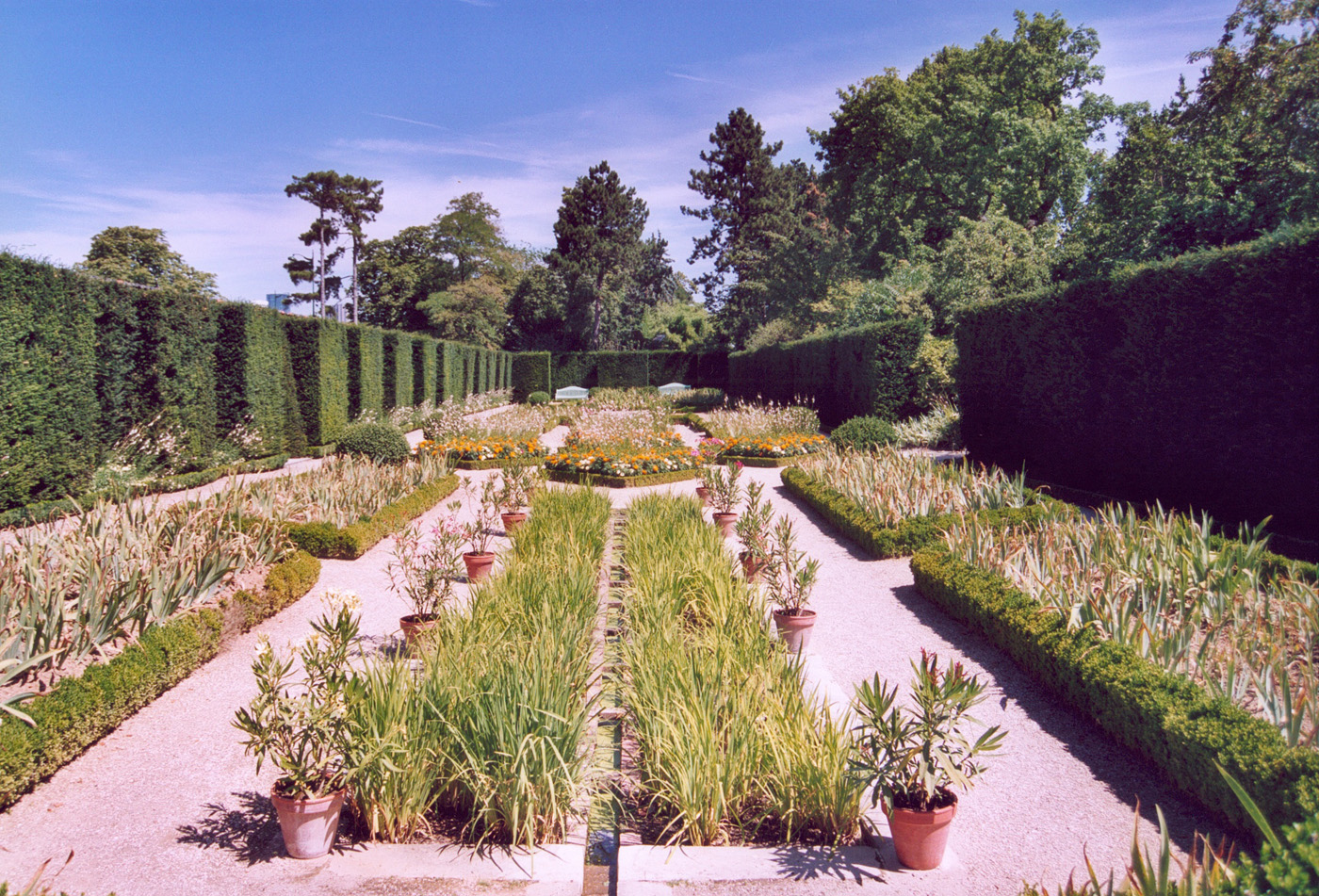
Il parco di Bagatelle
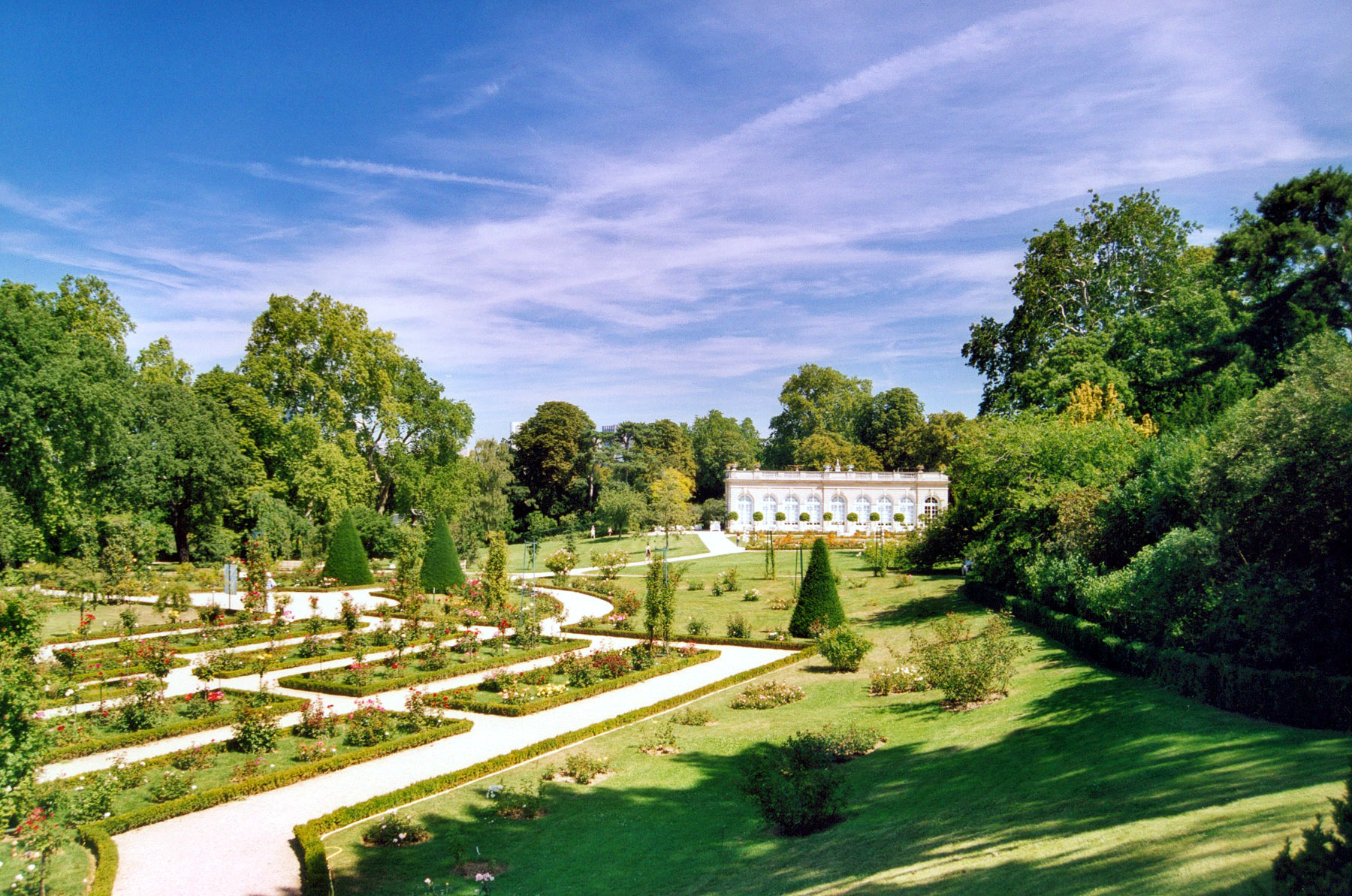
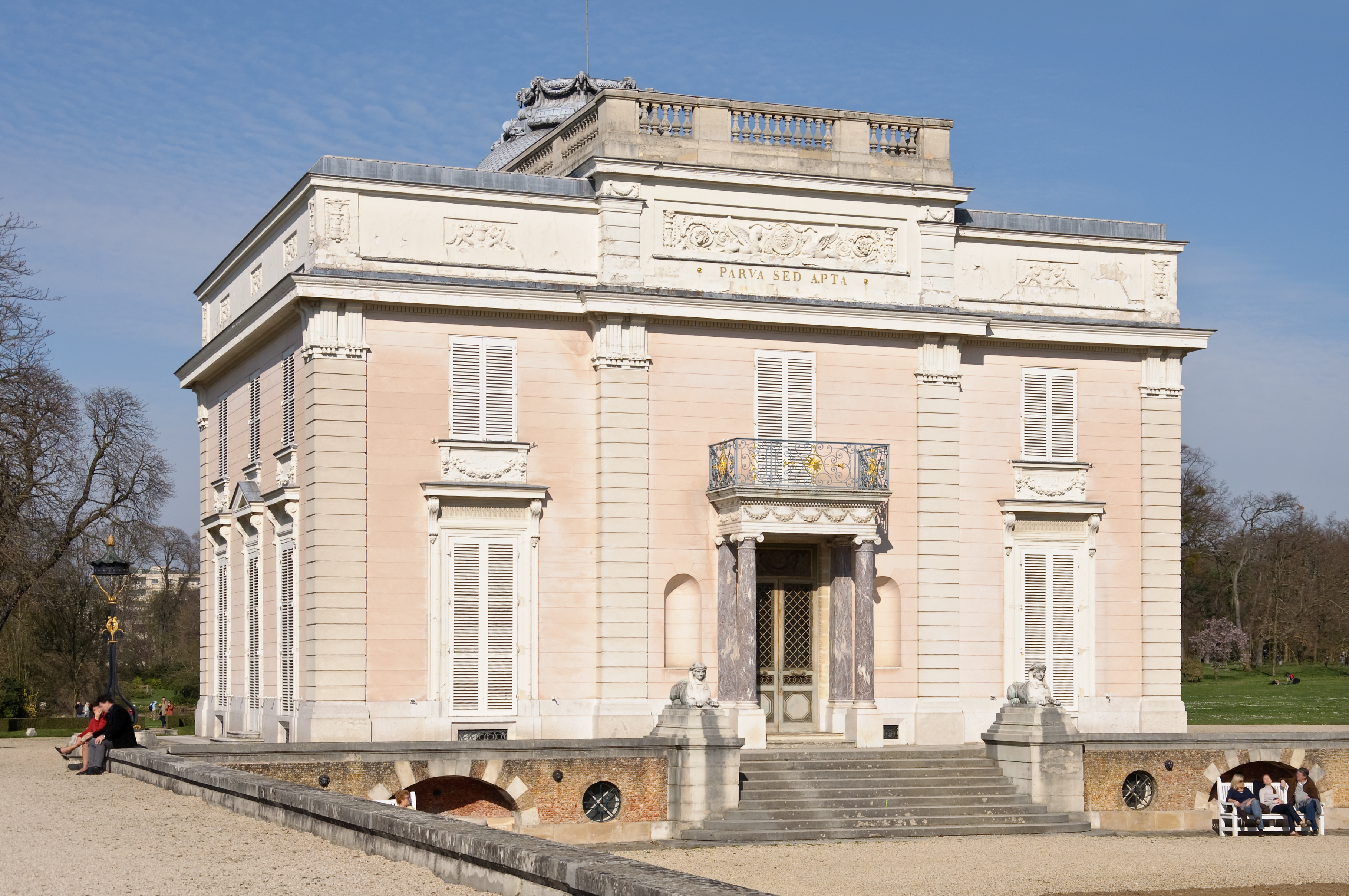
L'entrata del castello
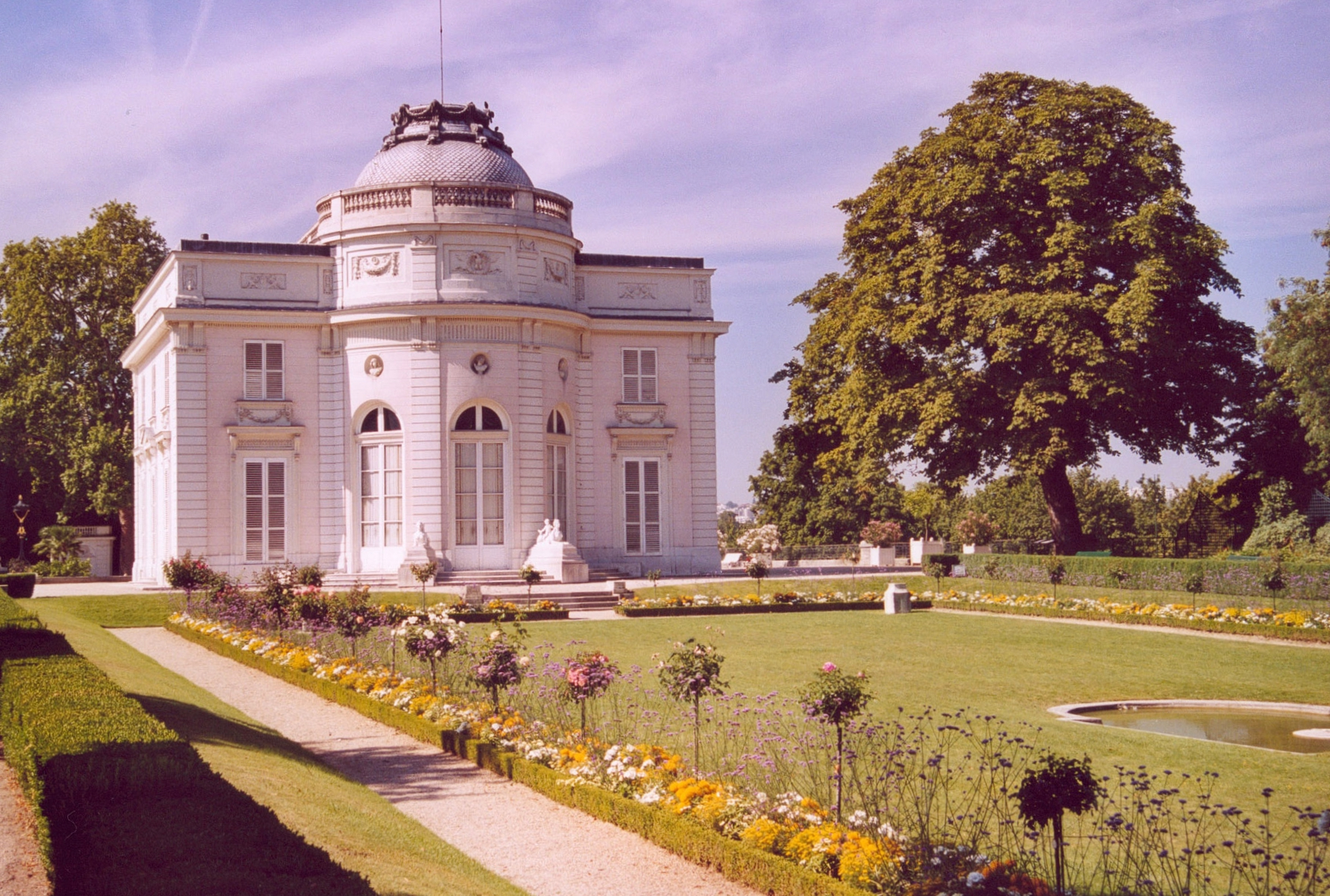
Le castello visto dal parco

## Esposizioni tematiche
Esposizioni a tema vengono regolarmente organizzate nel  parco di Bagatelle. Nel 2004 il tema era Les cabanes. Nel 2013 il titolo dell'esposizione-passeggiata è stato Paris Paysages.